# Linnanträsk
Linnanträsk är en sjö i Sibbo kommun i Finland.   Den ligger i landskapet Nyland, i den södra delen av landet, 22 km nordost om huvudstaden Helsingfors. Linnanträsk ligger 20 meter över havet. I omgivningarna runt Linnanträsk växer i huvudsak barrskog. Arean är 3,4 hektar och strandlinjen är 0,81 kilometer lång. Sjön  ingår i Finska vikens kustområde. 